# Franz Volkmer
Franz Volkmer (ur. 12 lutego 1846 w Orłowcu, zm. 17 lutego 1930 w Długopolu Dolnym) – niemiecki nauczyciel, historyk ziemi kłodzkiej, dyrektor seminarium nauczycielskiego w Bystrzycy Kłodzkiej

## Życiorys
Urodził się w 1846 r. w okolicach Lądka-Zdroju w rodzinie nauczyciela. Kształcił się w gimnazjum w Kłodzku, po którego ukończeniu rozpoczął studia na Königliche Universität Breslau we Wrocławiu, gdzie studiował filozofię i matematykę. Uzyskał tam w 1869 stopień naukowy doktora.
Brał udział w wojnie francusko-pruskiej w latach 1870–1871. Po powrocie z frontu podjął pracę jako nauczyciel we wrocławskim gimnazjum św. Macieja. Niedługo potem został dyrektorem seminarium nauczycielskiego w Białej. W 1877 r. otrzymał nominację na dyrektora seminarium nauczycielskiego w Bystrzycy Kłodzkiej.
Po objęciu funkcji dyrektora bystrzyckiej szkoły wydał z okazji wybudowania nowego gmachu seminarium broszurę poświęconą dziejom katolickich seminariów nauczycielskich w hrabstwie kłodzkim. Przez kolejne 20 lat pracował także społecznie, dając się poznać jako autor i redaktor, utalentowany mówca, zbieracz źródeł historycznych i materiałów dotyczących kultury ludowej regionu.
Spośród jego prac redakcyjnych należy wymienić dwie, w których z powodzeniem współpracował z lokalnymi duchownymi: „Vierteljahrschrift für Geschichte und Heimatkunde der Grafschaft Glatz” oraz „Geschichtsquellen der Grafschaft Glatz”, jednak jego największym dziełem była wydana w 1897 r. trzystustronicowa historia Bystrzycy Kłodzkiej. W swojej pracy naukowej starał się Volkmer krytycznie korzystać ze źródeł, a przekazane w tradycji początki miasta przedstawił jako legendy. Oprócz działalności naukowej zajmował się również renowacją kapliczek i krzyży przydrożnych w regionie.
W 1899 r. otrzymał tytuł honorowego obywatela miasta Bystrzyca Kłodzka. Szczyt jego aktywności zawodowej i społecznej przypadł na początek XX w. Należał wtedy do kilku organizacji historyczno-krajoznawczych takich jak: Kłodzkie Towarzystwo Górskie i Towarzystwo Kłodzkiego Krajoznawstwa. Zmarł w 1930 r. Został pochowany na cmentarzu w Bystrzycy Kłodzkiej, a jego pogrzeb zgromadził setki osób.

## Wybrane publikacje książkowe
- Geschichtsquellen der Grafschaft Glatz, wespół z Edmundem Scholzem i Wilhelmem Hohausem.
- „Vierteljahrschrift für Geschichte und Heimatkunde der Grafschaft Glatz”, wespół z Wilhelmem Hohausem.
- Geschichte der Dechanaten und Fuersterbischoflische Vikare der Grafschaft Glatz, Habelschwerdt 1894.
- Geschichte der Stadt Habelschwerdt [Dzieje miasta Bystrzycy Kłodzkiej], Habelschwerdt 1897.